# Скалько, Сергей Ярославович
Скалько Сергей Ярославович (род. 1970) — пилот-инструктор, военный лётчик, член сборной Украины по воздухоплавательному спорту, рекордсмен Украины, руководитель Школы пилотов «Киевское воздухоплавательное общество», основатель фестиваля воздушных шаров «Монгольфьерия».

## Биография
Родился в семье военного летчика в городе Умань, с раннего детства увлекался авиамоделированием, учился в планерной школе и с 14 лет занимался в парашютно-десантной секции. На момент поступления в Харьковское высшее военное училище летчиков в 1987 году имел 60 прыжков с парашютом.
После окончания училища в 1991 году проходил службу в строевых частях, где приобрёл опыт управления самолётами Л-39, МиГ-21, МиГ-29, Ан-26, Ту-154.
В 1998 году увольнение с рядов вооруженных сил Украины и работа юрисконсульта в юридической компании.
В 2000 году впервые посетил фестиваль воздушных шаров «Воздушное братство» в Феодосии и начал участвовать в воздухоплавательных мероприятиях.
В 2001 году под руководством Сергея Скалько создается Общественная организация «Киевская федерация авиамодельного спорта».
Сергей Скалько окончил Харьковскую юридическую академию им. Ярослава Мудрого в 2000 году, а в 2005 — Таврийский национальный университет им. Вернадского, исторический факультет. После окончания университета, Сергей Скалько начинает заниматься подводной археологией и становится Президентом благотворительной организации «Союз охраны подводного культурного наследия», в рамках которой участвует во многих подводных археологических экспедиций по паспортизации затонувших объектов.
С 2000 по 2006 год освоил несколько типов воздушных судов авиации общего назначения: Як-18, Aquila A210, вертолёты Eurocopter, Robinson.
В 2006 году окончил школу пилотов свободного аэростата и получил свидетельство пилота.
C 2006 года принимает участие в национальных и международных воздухоплавательных чемпионатах и фестивалях.
2006 год — открытый Чемпионат России Великие Луки;
2006, 2007, 2008 года — открытый Чемпионат Грузии;
В составе сборной команды Украины выступает на Чемпионатах Мира 2010 года в Венгрии, 2016 года — Японии.
В 2017 году Сергей Скалько вступает в качестве пилота на Чемпионате Европы по Франции.

## Предпринимательство
Сергей Скалько является основателем воздухоплавательной компании «Киевское воздухоплавательное общество», созданной в 2005 году. В структуру компании входят: школа пилотов теплового аэростата; технический центр, включающий организацию по поддержанию летной годности и организацию по техническому обслуживанию; авиабаза; фестиваль воздушных шаров «Монгольфьерия» и другие структурные подразделения.
По версии журнала Forbes, компания Сергея Скалько стала первой в Украине частной школой для пилотов и станцией техобслуживания для воздушных шаров.

## Рекорды
На своем счету Сергей Скалько имеет многочисленные рекорды:
- Максимальная высота полета воздушного шара в Украине (28 февраля 2010 года). Во время полета была установлена высота- 4596 м.
- Полёт с наибольшей численностью людей в корзине теплового аэростата - 36 человек (28 ноября 2010 года). На 36 километре Житомирской трассы состоялся пробный взлет самого большого воздушного шара в Украине. Объём оболочки шара-14200 кубических метров. Пилоту -инструктору Сергею Скалько удалось посадить в корзину 34 пассажир и взять второго пилота, итого в корзине было 36 человек. Данное событие является беспрецедентным рекордом Украины.
- Одновременное десантирование 8-ми парашютистов из корзины воздушного шара и построение двух формаций пятью парашютистами[3] (12 марта 2011 года), Шар пилотировал Сергеем Скалько. Старт состоялся на аэродроме «Гайок» в Белой Церкви в 9:28 утра. В 9:50 шар достиг высоты 3800 метров, и начал снижение. В момент выброски парашютистов скорость падения шара составляла 5,5 метров в секунду. Это было необходимо для уравновешивания скорости подъёма после выброски. Всего шар покинуло 8 парашютистов, включая трех воздушных операторов (общий вес примерно 825 кг, учитывая снаряжение) Все спортсмены успешно приземлились через несколько минут после выброски на одном из озимых полей Таращанского района. В 10:29 воздушный шар совершил успешную посадку в нескольких километрах от городка Тараща . Дистанция от взлета до посадки шара составила 42 км.
- «Самый дальний и продолжительный полет на воздушном шаре и максимальное количество радиоконтактов из корзины воздушного шара'» (26 марта 2011 года). Пилоты Киевского воздухоплавательного общества Сергей Скалько и Юрий Бейдык на борту воздушного шара-великана «Рекорд» пересекли половину Украины по маршруту Хмельник-Донецк, установив новый абсолютный рекорд Украины. Длительность полета составила 12 часов 23 минуты, расстояние — 707.64 км, во время полёта произошло 799 радиоконтактов[4].
- Прыжок с парашютом вслепую с воздушного шара с использованием радиосвязи'. Парашютист Олег Рычка выпрыгнул, с повязкой на глазах, из корзины воздушного шара на высоте 1620 м, которым управлял Сергей Скалько. Действия экстремала координировали по радио двое операторов — Максим Клеценко и Роман Кураченко.
- Максимальная высота джамп-прыжка с воздушного шара (19 мая, 2015 года);
- Самый большой летающий «рушник». Размер: 49,10 м х 14,60 м. (8 июня 2015 года) Поднятие «рушника» происходило двумя воздушным шарами, один из которых пилотировал Сергей Скалько.

## Вклад в развитие воздухоплавания
В 2008 году основал Международный фестиваль воздушных шаров «Монгольфьерия», названный в честь первооткрывателей эры воздухоплавания — братьев Монгольфье. Впервые фестиваль был проведён в городе Белая церковь. С тех пор фестиваль «Монгольфьерия» под руководством Сергея Скалько проходит ежегодно в разных городах и странах. Фестиваль уже состоялся в Белой Церкви, Киеве, Севастополе, Черногории, Умани.